# Binsdorf (Geislingen)
Binsdorf ist ein Ortsteil von Geislingen in der Nähe von Balingen im Zollernalbkreis in Baden-Württemberg.
An Binsdorf grenzen die Markungen Erlaheim im Osten, Rosenfeld im Westen und Geislingen im Südosten an.

## Geschichte
In und um Binsdorf wurden mittel- und jungsteinzeitliche Steinwerkzeuge gefunden (ca. 2000 v. Chr.), was auf eine frühe Besiedlung schließen lässt. Die Gründung der Siedlung fällt in die Karolinger-Zeit, Binsdorf wurde erstmals im Jahre 843 als Binztorph urkundlich erwähnt.
Der Name Binztorph ist wohl entstanden durch die Vielfach auf der Gemarkung wachsenden Binsen.
Im Jahr 1275 wird die Pfarrei Binsdorf erstmals erwähnt und um 1280 wird ein Frauenkloster als Beginenhaus gegründet. Im Jahr 1312 unterstellt sich das Kloster dem Schutz des Dominikanerordens. Das Kloster wurde bis zur Säkularisation 1806 betrieben, der Besitz fiel dann an das Königreich Württemberg. Dieses verkaufte im Folgejahr das Klostergebäude an die Binsdorfer Kirchenpflege. Den noch im Kloster wohnenden Nonnen wurde eine Rente zugesprochen und sie erhielten ein Wohnrecht auf Lebzeit.
Am 29. November 1315 wurde Binsdorf auf Bitten des Grafen Rudolf von Hohenberg vom König Friedrich von Habsburg das Stadtrecht verliehen. Binsdorf war damit eine der Städte im süddeutschen Raum mit den wenigsten Einwohnern.
Von 1325 bis mindestens 1353 wurde die Stadt an die Herren von Ow versetzt. Am 26. Oktober 1381 kauft Herzog Leopold von Österreich die Stadt zurück, so dass sie fortan zu Vorderösterreich gehörte. Im Jahr 1390 wurde der Heilige Markus zum Patron der Kirche benannt.
Binsdorf fiel in seiner Geschichte drei Mal den Flammen zum Opfer (vor 1513, am 8. September 1799 und am 17. September 1904). Bei den letzten beiden blieben Kloster und Kirche von Zerstörung verschont.
Im Jahr 1586 und in den Jahren 1609–1611 wütete die Pest in der Stadt.
Auf dem nordöstlich der Stadt gelegenen Kesselberg wurde wahrscheinlich am 26. Juli 1628 die Loretokapelle eingeweiht. Sie ist die zweitälteste Loretokapelle in Baden-Württemberg. Die Kapelle wurde letztmals durch den „Förderverein Loretokapelle Binsdorf e. V.“ in den Jahren 1997 bis 2000 umfangreich saniert.
1805 kam Binsdorf an das Kurfürstentum Württemberg und wurde 1808 dem Oberamt Sulz angegliedert, das bis 1918 ein Teil des Königreichs Württemberg und danach des freien Volksstaats Württemberg war.
1835 wurde die vorhandene Stadtkirche durch einen Neubau ersetzt, der südlich der Vorgängerkirche gebaut wurde und weiterhin deren Kirchturm nutzte. Ein neuer Kirchturm wurde nachträglich in den Jahren 1885 bis 1887 gebaut.
Erst nach dem letzten Stadtbrand erhielt Binsdorf im Jahre 1905 (Baubeginn) eine Wasserleitung. Sechs Jahre später wurde die Stadt an das Stromnetz angeschlossen.
Bei den Kreisreformen während der NS-Zeit in Württemberg kam Binsdorf 1934 zum Kreis Sulz und 1938 zum Landkreis Balingen.
Nach dem Zweiten Weltkrieg gehörte Binsdorf zur Französischen Besatzungszone und wurde somit 1947 dem neu gegründeten Land Württemberg-Hohenzollern zugeordnet, welches 1952 als Regierungsbezirk Südwürttemberg-Hohenzollern im Land Baden-Württemberg aufging.
Durch die Kreisreform gelangt Binsdorf am 1. Januar 1973 zum Zollernalbkreis.
Im Zuge der Gemeindereform verlor Binsdorf am 1. Januar 1974 die Selbständigkeit und wurde in die Gemeinde Geislingen eingegliedert, die dadurch zur Stadt wurde.
Am 11./12. Juli 2015 beging die Stadt das 700-jährige Stadtjubiläum, in dessen Rahmen eine Chronik zur Stadtgeschichte herausgegeben wurde.

## Politik

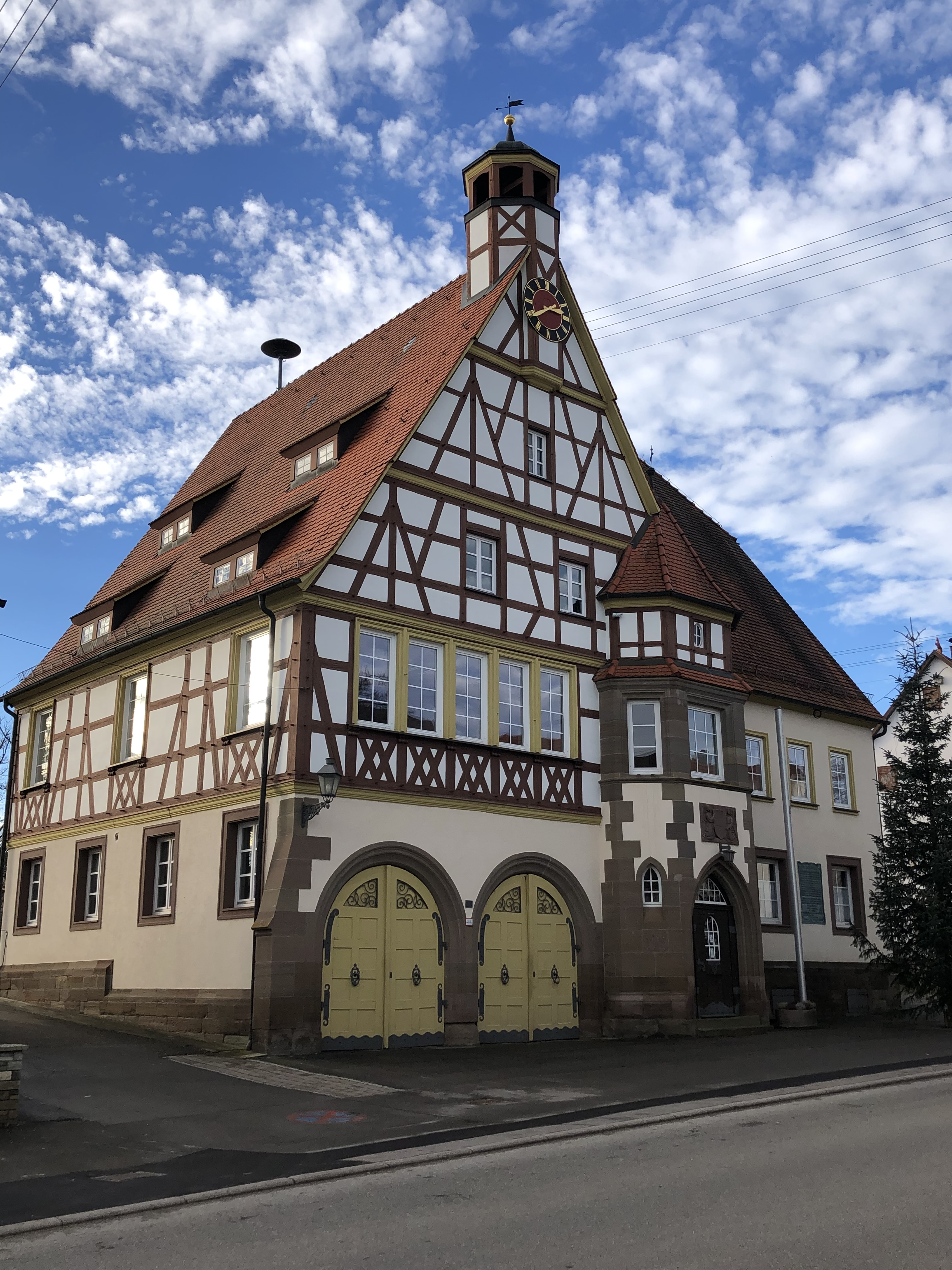
Rathaus

Seit der Eingemeindung 1974 wird Binsdorf durch einen Ortsvorsteher geführt. Der Ortsvorsteher ist seit 2004 Hans-Jürgen Weger. Zuvor hatten Gerhard Mozer (1998–2004), Karl Stehle (1990–1998), Max Pauli (1975–1990) und Friedrich Kasper (1973–1975) dieses Amt inne.

## Das Binsdorfer Wappenschild
Seit dem 19. März 1959 hatte Binsdorf ein neues Wappen, um sich vom Stadtwappen von Schömberg zu unterscheiden. Dies zeigt einen Markuslöwen und damit auch den Bezug zur Markuskirche. Die Besonderheit des Wappens ist das menschliche Antlitz des Löwen.
Die Blasonierung des Wappens lautet: „Geteilt von Silber und Rot in silbernem Schildhaupt ein roter Markuslöwe.“
Der Markuslöwe ist das Zeichen des Schutzpatrons der Stadt Binsdorf, des Heiligen Markus. Das weiß-rot geteilte Wappen geht auf die Grafen von Hohenberg zurück, zu deren Besitz Binsdorf früher zählte.

## Kultur und Sehenswürdigkeiten

### Bauwerke

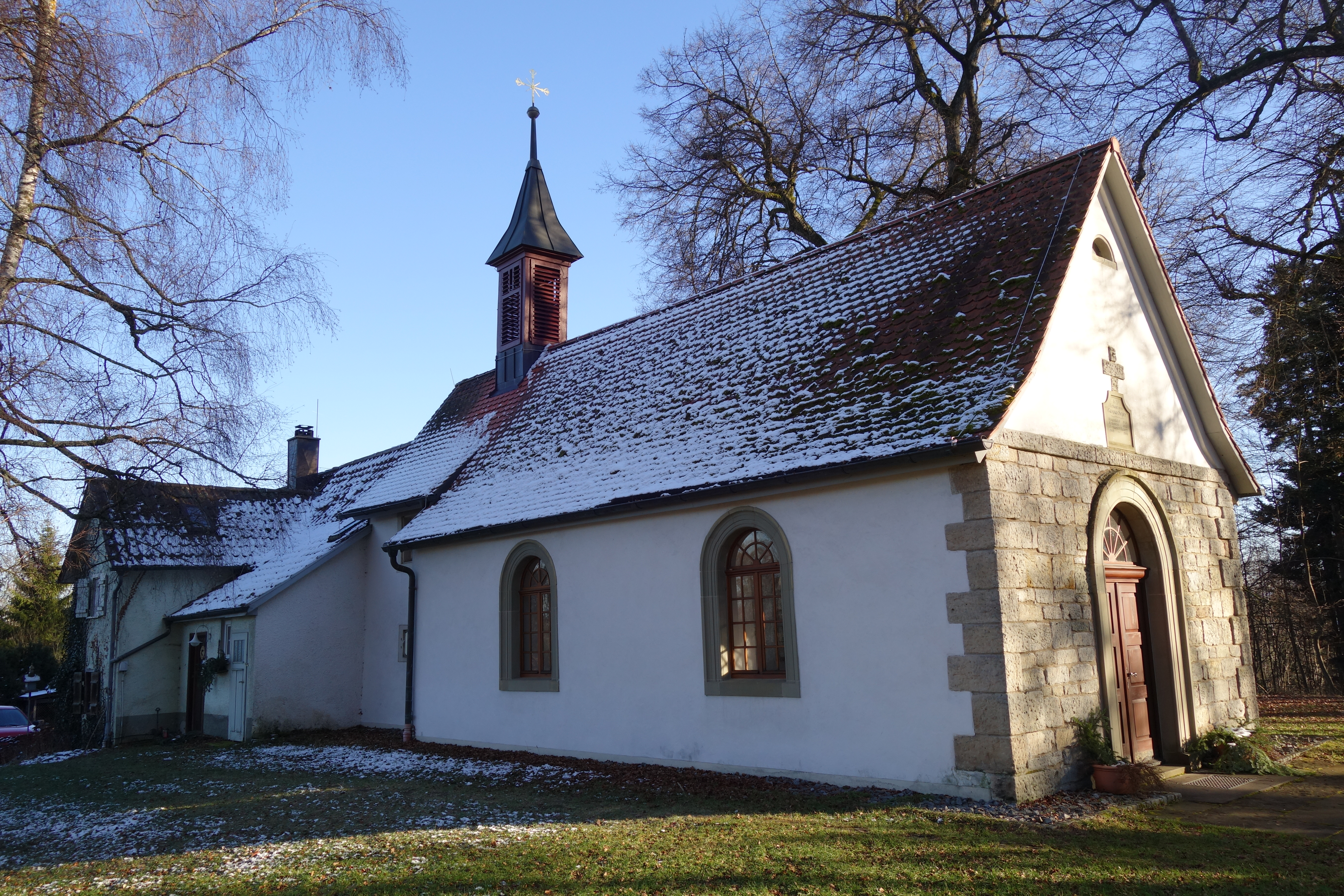
Lorettokappele

Zu den Sehenswürdigkeiten gehören das ehemalige Dominikanerinnenkloster, die St. Markuskirche, das Rathaus mit seinem Fachwerkbau, die Friedhofskapelle, die Loretokapelle sowie das Paradies-Wohnhaus mit seinen Außengemälden.

### Regelmäßige Veranstaltungen
- Brauchtumsveranstaltungen zur Fasnet (Umzug am Sonntag vor Altweiber (Schmotziger), Rathausstürmung am Schmotzigen, Prunksitzung an Rosenmontag)
- Mai-Feier mit Maibaum-Schmückung am 30. April beim Rathaus
- Pfingstmarkt am Samstag nach Pfingsten

### Vereine
- Die Ortsgruppe Binsdorf des Schwäbischen Albvereins wurde im Jahr 2002 mit der Eichendorff-Plakette ausgezeichnet.[9]

## Wirtschaft und Infrastruktur

### Infrastruktur
Binsdorf ist über die von Nord nach Süd verlaufende K 7122 an die L 415 angeschlossen, welche als Autobahnzubringer für die A 81 dient. Via K 7123 ist Binsdorf mit Erlaheim verbunden.
In Binsdorf gibt es eine Gaststätte, seit Ende 2022 gibt es wieder einen Dorfladen zur Grundversorgung.

### Öffentliche Einrichtungen
Binsdorf besitzt ein Rathaus mit Ortsmuseum, eine Grundschule, sowie Kindergarten und eine Kinderkrippe mit verlängerten Öffnungszeiten. Die Freiwillige Feuerwehr Binsdorf sorgt seit 1874 für den Brandschutz und allgemeine Hilfeleistungen.

## Söhne und Töchter
Karl Hörmann (* 1944), Musik- und Tanzpädagoge, Musik- und Tanztherapeut und Hochschullehrer.